# Shelby (Montana)
Shelby é uma cidade localizada no estado americano de Montana, no Condado de Toole.

## Demografia
Segundo o censo americano de 2000, a sua população era de 3216 habitantes.
Em 2006, foi estimada uma população de 3419, um aumento de 203 (6.3%).

## Geografia
De acordo com o United States Census Bureau tem uma área de
8,5 km², dos quais 8,2 km² cobertos por terra e 0,3 km² cobertos por água. Shelby localiza-se a aproximadamente 1005 m acima do nível do mar.

## Localidades na vizinhança
O diagrama seguinte representa as localidades num raio de 40 km ao redor de Shelby.